# Зепп Гербергер
Йозеф «Зепп» Гербергер (нім. Joseph «Sepp» Herberger; 28 березня 1897, Мангайм — 28 квітня 1977, Вайнгайм) — німецький футболіст і тренер. Двічі очолював збірну Німеччини, з якою в 1954 році виграв чемпіонат світу. Рекордсмен за кількістю виступів на чемпіонатах світу на посаді головного тренера збірних команд.

## Біографія
Зепп Гербергер, син робітника, народився в місті Мангайм. Його дитинство пройшло в районах Вальдхоф і Луценберг. Після того, як Зепп закінчив загальноосвітню школу в 1911 році, він почав працювати, спочатку підсобним працівником, а потім влаштувався на металообробну фірму. 1916 року Гербергера призвали до війська та відправили на фронт, в горнило першої світової війни. 30 квітня 1921 року Гербергер одружився з Євою Мюллер з Мангайму, яку він називав просто «Ев» протягом всього життя. Двоюрідний брат Зеппа, Йоханн Гербергер, також був футболістом і навіть грав за збірну Німеччини.

### Ігрова кар'єра
У віці 14-ти років Гербергер почав виступати за клуб «Вальдхоф Мангайм», в якому грав спочатку за молодіжну, а потім і за першу команди. Після війни Гербергер повернувся у «Вальдхоф Мангайм», а потім, у жовтні 1921 року, перейшов до клубу «Мангайм», за який виступав до 1926 року, паралельно працюючи в «Дрезден банку». Тричі, у 1921, 1924 і 1925 роках Гербергера викликали до лав збірної Німеччини за яку він забив два голи (обидва у першій грі). З 1926 по 1930 рік Гербергер виступав за берлінський клуб «Теніс-Боруссія», працюючи в «Банкхаус Фюртернберг унд Глок». Поряд з цим, Гербергер навчався в Німецькому спортивному інституті фізкультури, захистивши диплом спортивного викладача в 1930 році за темою «Максимальна продуктивність у футболі».

### Тренерська кар'єра
Зепп Гербергер почав свою кар'єру тренера в клубі «Теніс-Боруссія». 1932 року він став тренером Західнонімецькій збірної, а через рік, вступивши в НСДАП, виріс до помічника головного тренера збірної Отто Нерца, але після програшу німецької команди на Олімпіаді 1936, 10 жовтня 1936 року, Фелікс Ліннеманн запросив Гербергера стати головним тренером збірної Німеччини, на що фахівець відповів згодою. Влада поставила перед Гербергером завдання зробити команду з німців і австрійців, які приєдналися до Німеччини після Аншлюсу, хоча сам тренер пропонував зробити дві незалежні одна від одної збірні Німеччини та Австрії. Але на чемпіонаті світу Німеччина ще в першому раунді програла 2:4 Швейцарії й вибула з турніру, однак, у зв'язку з початком другої світової війни, Гербрегер залишався на чолі збірної до 1942 року. Збірна Німеччини під керівництвом Гербергера з 15 листопада 1936 року по 22 листопада 1942 провела 65 матчів, у яких здобула 40 перемог, 12 разів зіграла внічию і 13 разів програла.

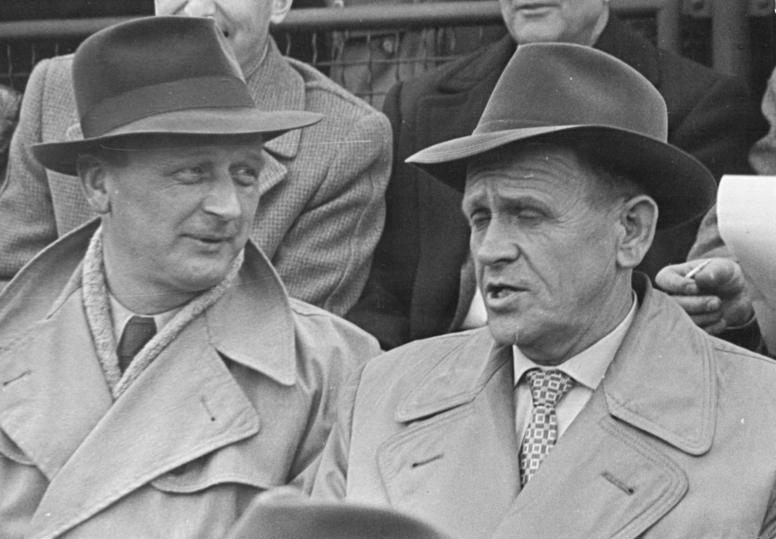
30.05.1956. Зепп Гербергер (праворуч) і Освальд Пфау

З грудня 1945 по січень 1946 року Гербергер виконував обов'язки тренера клубу «Айнтрахт» (Франкфурт). 1946 року в рамках денацифікації в Мангаймі, роль Гербергера в нацистській Німеччині була визначена як «співучасник», але ніяких заходів до нього не було вжито, а вже через рік Гербергер почав працювати доцентом у Спортивному інституті Кельна, викладаючи на кафедрі, де навчалися майбутні футбольні тренери.
1949 року Гербергера знову призначили головним тренером збірної ФРН. А в 1954 році він привів західнонімецьку команду до завоювання чемпіонського звання на кубку світу, у фіналі здолавши збірну Угорщини з рахунком 3:2. Гра отримала назву «Бернське Диво», з тієї причини, що угорців вважали явними фаворитами першості, на шляху до фіналу вони здолали чемпіона і фіналіста минулого чемпіонату світу, а на груповій стадії розгромили тих же німців 8:3. На наступній першості світу в Швеції збірна ФРН дійшла до півфіналу, а ще через 4 роки обмежилася чвертьфіналом. У 1964 році Гербергера звільнили з поста збірної ФРН, але він захотів провести прощальний матч, який відбувся 12 травня 1964 року — бундесманшафт «лише» з рахунком 2:2 розійшовся миром зі збірною Шотландії, тому тренер попросив зіграти другу прощальну гру, що відбулася 7 червня в Гельсінкі проти збірної Фінляндії і завершилася «гідною» перемогою західних німців — 4:1. Збірна ФРН під керівництвом Гербергера від 22 листопада 1950 року до 7 червня 1964 року провела 97 матчів, із яких 52 виграла, 14 звела внічию і 31 програла. Загалом збірна ФРН з Гербергером на чолі провела 162 ігор, з яких: 92 перемоги, 26 нічиї та 44 поразок.
Після закінчення кар'єри, Зепп Гербергер став активним учасником групи «Аугсбургський бенефіс», яка була благодійною організацією Фандрайзинга.

## Вислови Гербергера

Марка, присвячена століттю Гербергера

Зепп Гербергер був відомим своїми фразами, які ввійшли у футбольний лексикон як Німеччини, так і всього світу:
- М'яч круглий.

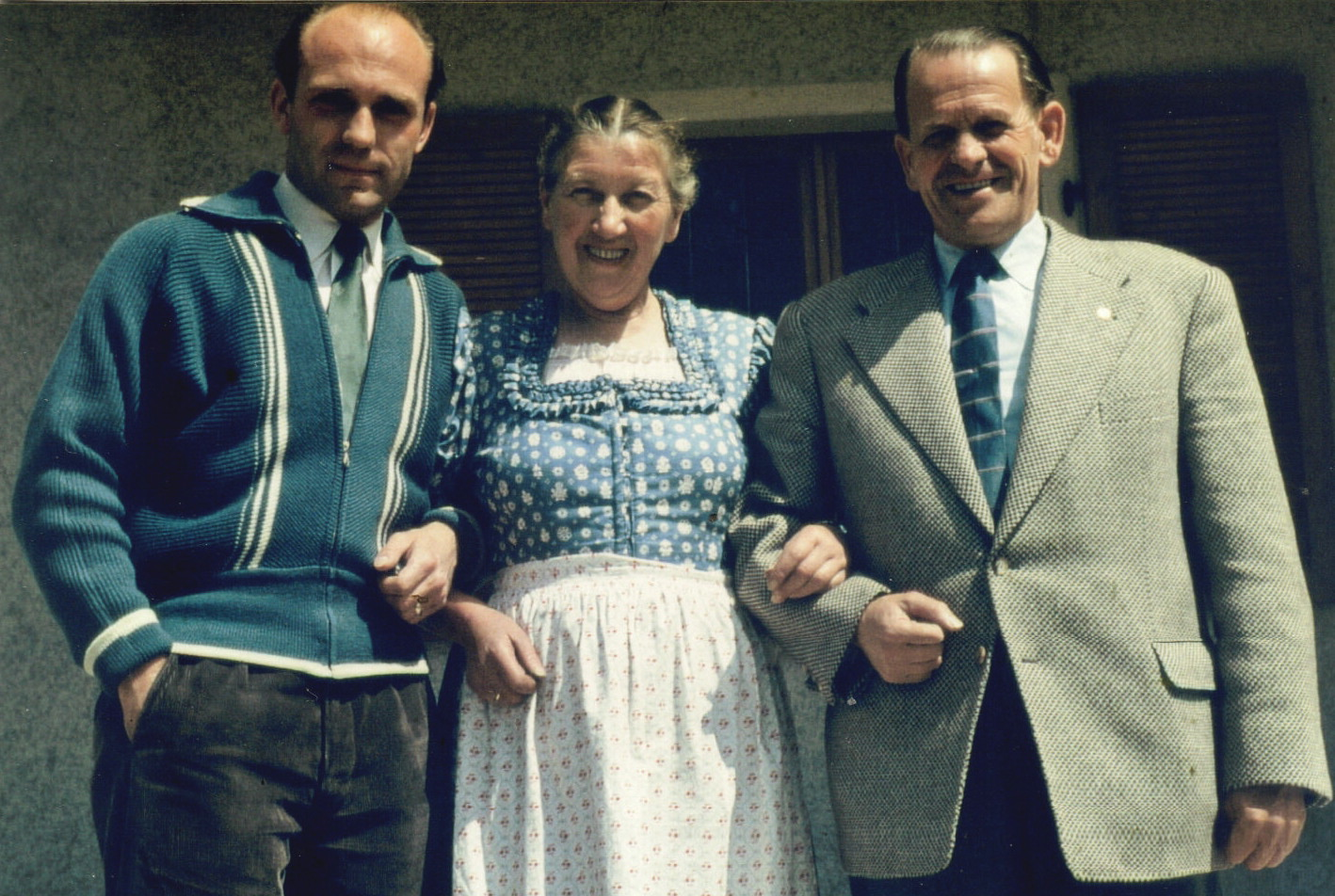
Гербергер (справа) в 1955 році

- Наступний суперник завжди найважчий.
- Матч продовжується 90 хвилин.
- Кінець гри — це початок наступного матчу.
- М'яч завжди правий.

Також Гербергеру помилково приписують фразу «Ви повинні бути одинадцятьма друзями» — вона походить із книги «Теорія, техніка, тактика» німецького тренера Ріхарда Гірулатіса (1878—1963), виданої 1920 року. А фраза «Ви повинні бути одинадцятьма друзями, якщо хочете добитися перемоги» вигравірувана на цоколі кубку Вікторії 1903 року, турніру, який передував чемпіонату Німеччини.
Фрази «М'яч круглий» і «Матч продовжується 90 хвилин» звучать на початку знаменитого фільму «Біжи, Лоло, біжи» (1998) німецького режисера Тома Тиквера.

## Досягнення та заслуги
- Чемпіон світу на посаді тренера: 1954
- Почесний громадянин Вайнгайма
- Золота нагорода Німецької федерації футболу (найвище досягнення в німецькому футболі)
- Орден «За заслуги перед Федеративною Республікою Німеччина» (1-го ступеня): 1962
- Орден «За заслуги перед Федеративною Республікою Німеччина» (Командорський хрест): 1967
- Спеціальний поштовий штемпель присвячений Гербергеру: 1977
- Іменем Хербергера названий потяг Intercity-Express, що належить Deutsche Bahn: 1997
- Видано спеціальну поштову марку з портретом Гербергера вартістю 100 пфенігів.
- Член залу слави німецького спорту[2]